# باد فورتساخ
باد وورزاخ (بالألمانية: Bad Wurzach) هي بلدة، الحمامات الطبية، location with spa، مدينة وبلدة ألمانية تقع في ألمانيا في بادن-فورتمبيرغ. يقدر عدد سكانها بـ 14,493 نسمة .

## المدن التوأمة
مدن Luxeuil-les-Bains، Wallingford، Popielów, Opole Voivodeship وساينت هيلير هي مدن توأمة لـباد وورزاخ.